# This Time (Monika Linkytė e Vaidas Baumila)
This Time è un singolo dei cantanti lituani Monika Linkytė e Vaidas Baumila, pubblicato nel 2015.

## Promozione
A partire da gennaio 2016 Monika e Vaidas hanno partecipato a Eurovizijos atranka, il programma di selezione del rappresentante lituano all'annuale Eurovision Song Contest. Il format di quell'anno prevedeva una selezione separata degli artisti e dei brani, e ha visto le varie canzoni, fra cui This Time, venire eseguite da vari cantanti nel corso delle puntate. Nella finale del 21 febbraio 2015 la giuria internazionale e il pubblico hanno prima scelto il brano fra le ultime tre proposte, e This Time ha vinto entrambe le votazioni; dopodiché, i due finalisti, Mia e la coppia Monika e Vaidas, che fino ad allora avevano partecipato singolarmente ma che Bikus Vytautas, autore di This Time, ha convinto a duettare sul brano, hanno riproposto le loro versioni dal vivo. Giuria e televoto hanno entrambi scelto Monika Linkytė e Vaidas Baumila come rappresentanti lituani sul palvo eurovisivo a Vienna.
Dopo essersi qualificato dalla seconda semifinale della manifestazione europea, il duo si è esibito nella finale del 23 maggio, dove si è piazzato al 18º posto su 27 partecipanti con 30 punti totalizzati. Nella loro esibizione sono stati accompagnati da quattro ballerini, due uomini e due donne, che hanno fatto notizia quando, durante la seconda strofa, hanno formato due coppie dello stesso sesso e inscenato un bacio.
Il brano è stato pubblicato commercialmente su CD in formato maxi-singolo, nonché incluso nella compilation ufficiale Eurovision Song Contest Vienna 2015. È stato inoltre incluso nell'album di debutto di Monika Linkytė, Walk with Me, e (nella versione solista) nel terzo album di Vaidas Baumila, Iš naujo. Ne sono state realizzate una versione in lingua lituana intitolata Dabar e una in francese con testo tradotto da Dominique Dufaut.

## Video musicale
Il video musicale del brano è strato pubblicato il 13 aprile 2015 sul canale YouTube dell'Eurovision Song Contest.

## Tracce
Testi di Bikus Vytautas, musiche di Monika Liubinaitė e Bikus Vytautas.
1. This Time – 3:05
2. This Time (versione acustica) – 3:05
3. This Time (versione francese) – 3:05
4. Dabar – 3:05
5. This Time (versione karaoke) – 3:05
6. This Time (One Element Remix) – 3:41

## Classifiche
| Classifica (2015) | Posizione massima |
| ----------------- | ----------------- |
| Austria           | 59                |